# 1998年長野オリンピックのデンマーク選手団
1998年長野オリンピックのデンマーク選手団（1998ねんながのオリンピックのデンマークせんしゅだん）は、1998年2月7日から2月22日まで、日本の長野県長野市を中心とする地域を会場として開催された1998年長野オリンピックのデンマーク選手団、およびその競技結果。

## 概要
今大会は銀メダル1個を獲得した。
デンマーク勢は1948年サンモリッツオリンピックに初参加してから8大会でメダル無しであったが、今大会はカーリング女子で冬季オリンピックデンマーク初のメダルとなる銀メダルを獲得した。

## メダル
| メダル | 選手名 | 競技       | 種目 |
| ------ | --- | ---------- | ---- |
| 銀     | ヘレナ・ブラック＝ラブセン マルギット・ペルトナー ドルテ・ホルム トリーネ・クヴィスト イェーネ・ビストルップ | カーリング | 女子 |